# 田中大
田中 大（たなか だい、1964年9月19日 - ）は、日本の古美術商である。思文閣代表取締役社長・思文閣出版代表取締役社長。

## 経歴
京都の古美術商、思文閣の3代目として生まれる。高校2年生の時にオーストラリアへ留学、同国の田舎町で過ごして英語を習得した。帰国後は追手門学院大学に入学するがバブル景気に乗って多忙となっていた家業を手伝うようになり、英語力を活かしてニューヨークでのオークションでの通訳を務めるなどもした。
24歳で思文閣に入社、バブル経済の崩壊や国税局による追徴課税などの危機を経たものの1993年（平成5年）には結婚、同社常務となった。1995年（平成7年）、父親の急病にともなって家業を主導するようになり、翌年には副社長に就任した。その後35歳で思文閣社長となり、病気休職より復帰していた父親は会長となった。1990年代後半には事業が不振となり、中核社員も退社するなど再度の危機を迎えたが社内改革を断行、2005年（平成17年）には年商40億円を記録するまでに業績を向上させた。
会社が危機だった1990年代半に自身を広告塔とすべく出演を決めたテレビ番組、『開運!なんでも鑑定団』（テレビ東京）の準レギュラー鑑定士としても知られる。お宝に息がかからないようにハンカチで口を押さえる鑑定スタイルから「京都のハンカチ王子」の異名を持つ。
趣味は、ゴルフと将棋。
次男は立命館宇治高校野球部に所属し、2015年の春の甲子園に出場した（控え投手としてベンチ入りしたが登板機会はなく初戦敗退）。